# Lorena Bernal
Lorena Raquel Bernal Pascual (San Miguel de Tucumán, 12 de mayo de 1981), más conocida como Lorena Bernal, es una modelo, actriz y presentadora de televisión española nacida en Argentina que ganó el certamen de belleza Miss España en 1999.

## Biografía
De padres argentinos, nació en la ciudad de San Miguel de Tucumán, en el noroeste de Argentina. Cuando tenía un año de edad, se mudó con sus padres a San Sebastián (España).
Estudió en San Juan de Luz, Francia.
En 1999, con 17 años, ganó el certamen de belleza femenina «Miss España», celebrado en Jaén, presentándose por Guipúzcoa. No compitió en el certamen «Miss Universo» por ser menor de edad y la organización española decidió enviarla a «Miss Mundo» donde quedó entre las 10.º semifinalista.
Como actriz, debutó en la serie El señorío de Larrea (2019, ETB), tuvo recorrido en las de TVE, El secreto (2001), ¡Ala...dina! (2002), Paraíso (2002-03), la diaria Luna negra (2003-04), e hizo capitulares en La sopa boba (2004, Antena 3), Aida (2005, Telecinco), El pasado es mañana (2005, Telecinco), y El comisario (2006, Telecinco)y las norteamericanas, Chuck (2007), CIS: Miami (2007),See Jayne Run (2007) y The Good Doctor (2023).
Actualmente está casada con el exfutbolista español Mikel Arteta, con quien contrajo matrimonio el 17 de julio de 2010. Con él tiene tres hijos, Gabriel, nacido el 8 de junio de 2009, Daniel, nacido el 27 de junio de 2012 y Oliver, nacido el 2 de junio de 2015.

## Filmografía

### Cine
| Año  | Título                        | Papel           |
| ---- | ----------------------------- | --------------- |
| 2000 | Menos es más                  | Fe              |
| 2001 | Mendigares                    | Lorena          |
| 2005 | Kibris: La ley del equilibrio | Betty           |
| 2006 | Propósitos perversos          | -               |
| 2006 | The Deal                      | Natalia         |
| 2008 | Stilletto                     | Mujer de Héctor |
| 2008 | Clean Break                   | Eva             |
| 2017 | Dreams 1997                   | Rachael         |
| 2017 | Tango Late                    | Dalia           |
| 2017 | Gardel                        | Muguet          |

### Televisión
| Año       | Título               | Personaje        | Notas         |
| --------- | -------------------- | ---------------- | ------------- |
| 1999      | El señorío de Larrea | -                | 1 episodio    |
| 2001      | El secreto           | Virginia Serrano | 191 episodios |
| 2001-2003 | Paraíso              | Victoria         | 22 episodios  |
| 2002      | ¡Ala... Dina!        | Ana              | 9 episodios   |
| 2003-2004 | Luna negra           | Lucía Quintana   | 113 episodios |
| 2004      | ¿Se puede?           | Carolina         | 2 episodios   |
| 2004      | La sopa boba         | Lorena           | 3 episodios   |
| 2005      | Aída                 | Nieves           | 1 episodio    |
| 2005      | El pasado es mañana  | -                | 1 episodio    |
| 2006      | El comisario         | Cristina         | 1 episodio    |
| 2007      | Chuck                | Malena           | 1 episodio    |
| 2007      | See Jayne Run        | Daniela          | 1 episodio    |
| 2007      | CSI: Miami           | Mia Fernández    | 1 episodio    |
| 2023      | The Good Doctor      | Ana              | 1 episodio    |

### Otras apariciones en televisión
- Animalada total (1999), en ETB.
- Únicas (1999), en Antena 3.
- The First Night (2000) (invitada, 31 programas), en ETB.
- Pasapalabra (2000-2011) (invitada, en varias ocasiones), en Telecinco.
- The Arthur Show (2001) (invitada, 13 programas), en ETB.
- Grand Prix (2001-2005) (invitada), en La 1.
- Tu cara me suena (2013) (invitada, 1 programa), en Antena 3.
- Destinos de película (2016) (invitada, 1 programa), en La 1.

### Publicidades
- Lois - 1996
- Freixenet - 1999
- Oro vivo - 1999
- Pepe Jeans London - 1999
- Prohibida, videoclip del cantante Raúl - 2000.
- Jesús Paredes - 2000
- Nivea - 2002
- Campofrío - 2004, telepromoción de TVE.
- Dister - 2004 y 2005
- Pantene pro v - 2005
- Joyca - 2005
- Oral B - 2006
- Depitotal - 2006
- Herbal Essence - 2010
- Eguzki Lore - 2011

| Predecesor: María José Besora | Miss España 1999 | Sucesor: Helen Lindes |